# Niebla (España)
Niebla es un municipio español de la provincia de Huelva, en la comunidad autónoma de Andalucía. El municipio cuenta con una población de 4284 habitantes (INE 2024). Con una extensión superficial es de 223,62 km², se encuentra situado a una altitud de unos 45 m sobre el nivel del mar y a 28 kilómetros de la capital provincial, Huelva. El casco urbano dispone de un importante conjunto histórico-monumental en el que sobresale su recinto amurallado.
El municipio cuenta con una larga tradición histórica, hecho favorecido por su ubicación geográfica. Durante el período del Califato de Córdoba fue capital de la cora homónima y durante los primeros, segundos y terceros reinos de taifas, fue el centro de la Taifa de Niebla, que abarcó un territorio cuya extensión fue mucho mayor que el actual término municipal. En 1262 fue conquistada por las tropas castellanas. Niebla se vio muy afectada por el terremoto de Lisboa de 1755, que provocó importantes daños en su patrimonio. En época contemporánea el municipio recuperó parte de su anterior importancia tras la llegada del ferrocarril y la instalación de algunas industrias.

## Ubicación y geografía
El casco urbano de Niebla está ubicado a orillas del río Tinto, que la bordea por el este y el sur, marcando el límite de la expansión urbana en estas áreas. Niebla está ubicada en la comarca denominada Tierra Llana, una llanura de transición entre la costa y El Andévalo. El término municipal está cruzado por la carretera nacional Sevilla-Huelva, tiene acceso desde la autopista del Quinto Centenario, que conecta también esas dos ciudades. 

## Historia
Niebla ha tenido una gran importancia en el contexto geográfico de la provincia de Huelva, con gran peso en su historia a través del establecimiento de distintos pueblos y culturas. Fruto del paso de estos pueblos, Niebla ha recibido numerosos nombres: los tartesios la llamaron Ilípula, los romanos Ilipla, los visigodos Elepla, los andalusíes Lebla y los castellanos Niebla.

### Edad Antigua
Niebla se puede considerar un importante núcleo histórico-cultural de esta zona peninsular. Su antigüedad se remonta hasta los comienzos de la Edad del Hierro, apareciendo en sus alrededores numerosos restos neolíticos y necrópolis dolménicas (dolmen de Soto y dólmenes de la Hueca). Durante la cultura tartésica se mantuvo un rico comercio. De esta época data un anillo de oro, en el que aparece una figura femenina, posiblemente una diosa. El comercio con los fenicios fue importante por la riqueza minera de sus alrededores y por sus facilidades de comunicación, a través del río Tinto, entonces navegable hasta las mismas puertas de la población.
No existen muchos datos arqueológicos sobre la configuración urbanística de Niebla en época romana. Tradicionalmente, se ha identificado al núcleo de Ilipa con la actual población, la cual habría tenido un importante peso como nudo de comunicaciones en el que se cruzaban varias rutas: la que unía Onuba y Hispalis y la que unía Onuba y Urium. Esta última es la que llegaba a las minas de Riotinto. Un hecho que refleja esta relevancia en las comunicaciones fue la construcción por los romanos de un puente sobre el río Tinto. Debido a su relevancia económica y administrativa Ilipa llegó a acuñar monedas, de lo cual ha quedado constancia arqueológica. La agricultura también habría tenido un importante peso en la economía local, lo que estaría ligado al hecho de que en el hinterland de Ilipa proliferaran muchas villas rústicas.
Durante el período visigodo Ilipa continuó teniendo una cierta relevancia, a pesar de la decadencia que habría experimentado el espacio urbano. Su papel administrativo se habría visto acentuado con la creación de una sede episcopal, sufragánea de la de Sevilla, que fue cabecera de un distrito eclesiástico cuyo territorio abarcaba la mayor parte de la actual provincia de Huelva.

### Edad Media
En el año 713 fue ocupada por los musulmanes, pasando a ser una de sus kuras (unidad administrativa similar a la provincia). Fue reino de taifa independiente desde 1023, durante la desintegración del califato de Córdoba, hasta que en 1053 fue conquistada por el reino taifa de Sevilla. Posteriormente fue sometida por los almorávides y, en 1155, por los almohades tras un cruento asalto. En 1234 recuperó su independencia bajo Abenmahfot, extendiendo sus dominios desde la desembocadura del Guadalquivir por el este hasta el cabo de San Vicente por el oeste, e incluyendo gran parte del Algarve actualmente portugués. La Taifa de Niebla logró mantener su independencia ante la Corona de Castilla durante varias décadas, en un contexto en el que núcleos como Badajoz, Córdoba o Sevilla habían caído en manos cristianas.

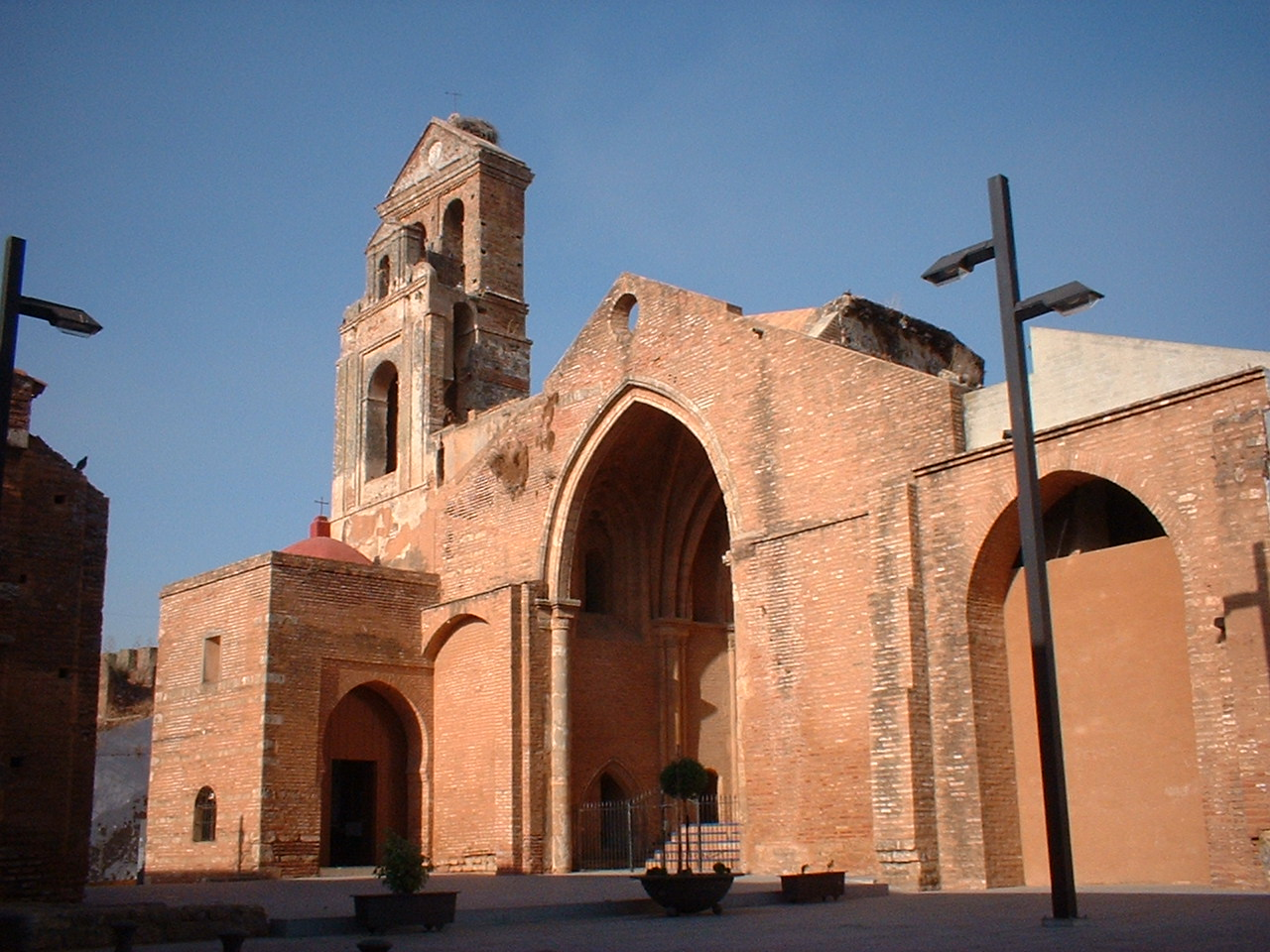
Restos de la iglesia de San Martín, construida durante los siglos -. Actualmente se conserva parcialmente.

En 1262 el rey Alfonso X de Castilla conquistó la ciudad, tras un duro asedio de nueve meses. En el asedio se utilizó por primera vez la pólvora con fines bélicos en Occidente, empleándose unos rudimentarios cañones. El monarca castellano permitió a la población musulmana seguir residiendo en la ciudad, al contrario de lo que había ocurrido tras la conquista de otras ciudades andalusíes. Posteriormente Alfonso X le concedió un Fuero Real con el fin de obligar a su repoblación cristiana. 
En 1368 el pretendiente Enrique de Trastámara otorgó la ciudad de Niebla y el título condal al noble Juan Alonso Pérez de Guzmán, uno de sus aliados en la guerra contra Pedro I. Desde ese momento la localidad quedó a asociada a la casa de Medina Sidonia y pasó a ser cabeza del Condado de Niebla. Esta nueva coyuntura propició una segunda etapa dorada para Niebla, con la construcción de templos, palacios y el asentamiento de órdenes religiosas. Destaca el caso de las iglesias de Santa María y San Martín, de estilo gótico-mudéjar. Los Medina Sidonia también promovieron la reparación de la muralla urbana y la construcción, a finales del siglo XV, de un castillo que se levantó sobre el antiguo alcázar islámico.

### Edad Moderna
En 1508, Fernando II de Aragón, rey de facto de Castilla en lugar de su hija Juana, reclamó al ducado de Medina Sidonia la entrega inmediata de todos sus castillos a la Corona. Todos los alcaides de los castillos obedecieron a excepción del de Niebla, que mantuvo obediencia a su duque. El rey Fernando envió a un ejército de unos 1500 hombres a que tomase la ciudad. Finalmente, el asalto no se llevó a cabo porque el ducado capituló, pero ello no evitó que las tropas saquearan la urbe y mataran a muchos de sus habitantes, en lo que se ha pasado a la historia como el saqueo de Niebla.
A comienzos del siglo XVII la urbe todavía presentaba un cierto carácter monumental, de lo cual dejó constancia el historiador Rodrigo Caro, que decía de ella que «mirada de lejos, parece una ilustre ciudad». Sin embargo, desde finales de la Baja Edad Media la localidad atravesó un paulatino proceso de decadencia y de descenso en su población que le llevó a desempeñar un papel marginal. Hay quien ha ubicado el comienzo de este declive en el saqueo de 1508 y las consecuencias que tuvo. Este dinámica fue similar a la que se vivió en toda la zona del Condado, que también experimentó un retroceso demográfico. El terremoto de Lisboa de 1755, que tan gravemente afectó al suroeste español, arruinó gran parte del patrimonio de la ciudad. Resultaron dañados conventos, parroquias, las casas capitulares o el castillo de los Guzmanes.

### Edad Contemporánea
En febrero de 1810, durante la guerra de la Independencia, las tropas napoleónicas ocuparon Niebla. La localidad se convirtió en un importante centro militar y logístico del ejercito ocupante, ejerciendo de hecho como centro del poder francés en la zona. Los ocupantes realizaron trabajos de reparación en las históricas fortificaciones, incluyendo el recinto amurallado. En 1811 las fuerzas españolas mandadas por el general Joaquín Blake pusieron sitio a Niebla y a la guarnición gala que la protegía, pero la tentativa fracasó y los españoles se retiraron. Los franceses abandonarían Niebla en agosto de 1812, procediendo a la voladura y destrucción del castillo en su retirada. Durante el período de ocupación también resultaron dañados numerosos edificios, especialmente las parroquias, que habían sido utilizadas como acuartelamientos o almacenes.
Durante el último tercio del siglo XIX se produjo la llegada del ferrocarril al municipio. En 1875 entró en servicio el ferrocarril de Riotinto, que enlazaba Huelva con la cuenca minera de Riotinto-Nerva y contaba con varias estaciones en el término municipal iliplense. Cinco años después se puso en servicio la línea Sevilla-Huelva, que también contaba con una estación propia en Niebla. Además, en 1896 se instaló en la zona de Las Mallas una estación de empalme para permitir los intercambios de mercancías entre los trenes de las líneas de Riotinto y Sevilla-Huelva. La actividad ferroviaria se mantuvo muy activa hasta la clausura de la línea de Riotinto, en 1984, que supuso el cierre y desmantelamiento de sus instalaciones en Niebla.
En 1982, el centro histórico de Niebla fue declarado Conjunto Monumental Histórico-Artístico.

## Demografía
Niebla cuenta con una población de 4284 habitantes (INE 2024).
| Gráfica de evolución demográfica de Niebla entre 1842 y 2021                                                        |
| |
| Población de derecho según los censos de población del INE Población de hecho según los censos de población del INE |

## Política y administración

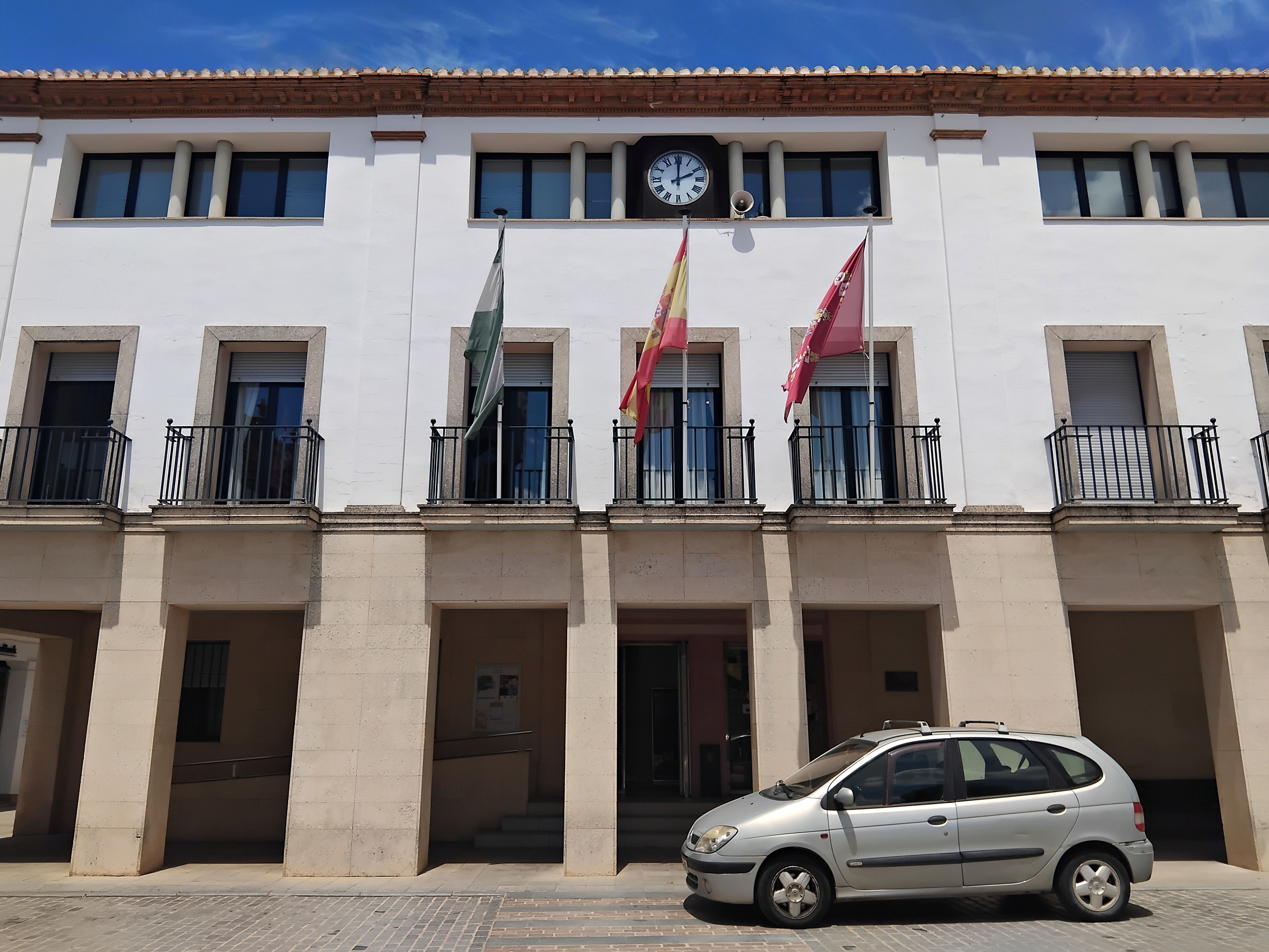
Casa consistorial de Niebla.

Las formaciones políticas más relevantes en el ámbito local desde las elecciones de 1979 son el Partido Socialista Obrero Español, que ha gobernado el municipio en nueve ocasiones; el Partido Andalucista, que gobernó en dos ocasiones; y el Partido Popular, que ha gobernado en dos ocasiones.
Antes de la celebración de las primeras elecciones el municipio estuvo gobernado por los alcaldes Manuel Molina García (1956-1976) y Silverio Nieves (1976-1978), respectivamente. Tras la celebración de las primeras elecciones municipales de 1979, el alcalde Silverio Nieves, candidato municipal de UCD, consiguió el respaldo mayoritario de la ciudadanía con el 46,80% de los votos (5 concejales). Sin embargo, la unión de la Agrupación de Electores Independiente "La Piña" (27,62% de los votos, 3 concejales) y el PSOE (25,58%, 3 concejales) arrebataron la alcaldía a Nieves. De esta forma, el entonces candidato independiente de la Agrupación de Electores, Eduardo González Moreno, se convirtió en alcalde de Niebla revalidando su liderazgo durante 24 años, a partir de 1987 ya bajo las siglas socialistas.
| Periodo     | Nombre                    | Partido       |
| ----------- | ------------------------- | ------------- |
| 1979 - 1983 | Eduardo González Moreno   | Independiente |
| 1983 - 1987 | Eduardo González Moreno   | Independiente |
| 1987 - 1991 | Eduardo González Moreno   | PSOE          |
| 1991 - 1995 | Eduardo González Moreno   | PSOE          |
| 1995 - 1999 | Eduardo González Moreno   | PSOE          |
| 1999 - 2003 | Eduardo González Moreno   | PSOE          |
| 2003 - 2007 | Francisco Viejo Delgrado  | PA            |
| 2007 - 2011 | Francisco Viejo Delgrado  | PA            |
| 2011        | Antonio Fernández Regidor | PP            |
| 2011 - 2015 | Laura Pichardo Romero     | PSOE          |
| 2015 - 2019 | Laura Pichardo Romero     | PSOE          |
| 2019 - 2023 | Laura Pichardo Romero     | PSOE          |
| 2023 -      | Joaquín Molina Gallego    | PP            |

## Economía
Niebla depende sobre todo de la industria, al contrario que el resto de municipios de su entorno, donde predomina la agricultura. Cuenta con varias fábricas y un polígono industrial, un centro logístico de transportes y varios talleres de carpintería metálica. Sobresale la fábrica de cementos, que entró en servicio en 1967. En cuanto a la agricultura, poca gente vive de ella y más bien de su manufacturado. También cabe destacar la artesanía, con talleres como "La Empleíta", donde se realizan trabajos con hojas secas de la palma, y la construcción de tamboriles.

### Evolución de la deuda viva municipal
El concepto de deuda viva contempla sólo las deudas con cajas y bancos relativas a créditos financieros, valores de renta fija y préstamos o créditos transferidos a terceros, excluyéndose, por tanto, la deuda comercial.
| Gráfica de evolución de la deuda viva del Ayuntamiento de Niebla entre 2008 y 2023                |
|                                                                                                   |
| Deuda viva del Ayuntamiento de Niebla, en miles de euros, según datos del Ministerio de Hacienda. |

## Comunicaciones
Carreteras y autopistas
Niebla está comunicada con la capital de la provincia, Huelva, a 28 km y con Sevilla a 61 km, a través de la autovía A-49, o E01 y que se desvía para enlazar con la carretera A-5001 de cara al acceso a Niebla. Otras carreteras de entrada al casco urbano son la A-472 (hacia San Juan del Puerto y La Palma del Condado), la HU-4105 hacia Rociana del Condado y la HU-3106 hacia Valverde del Camino.

## Monumentos

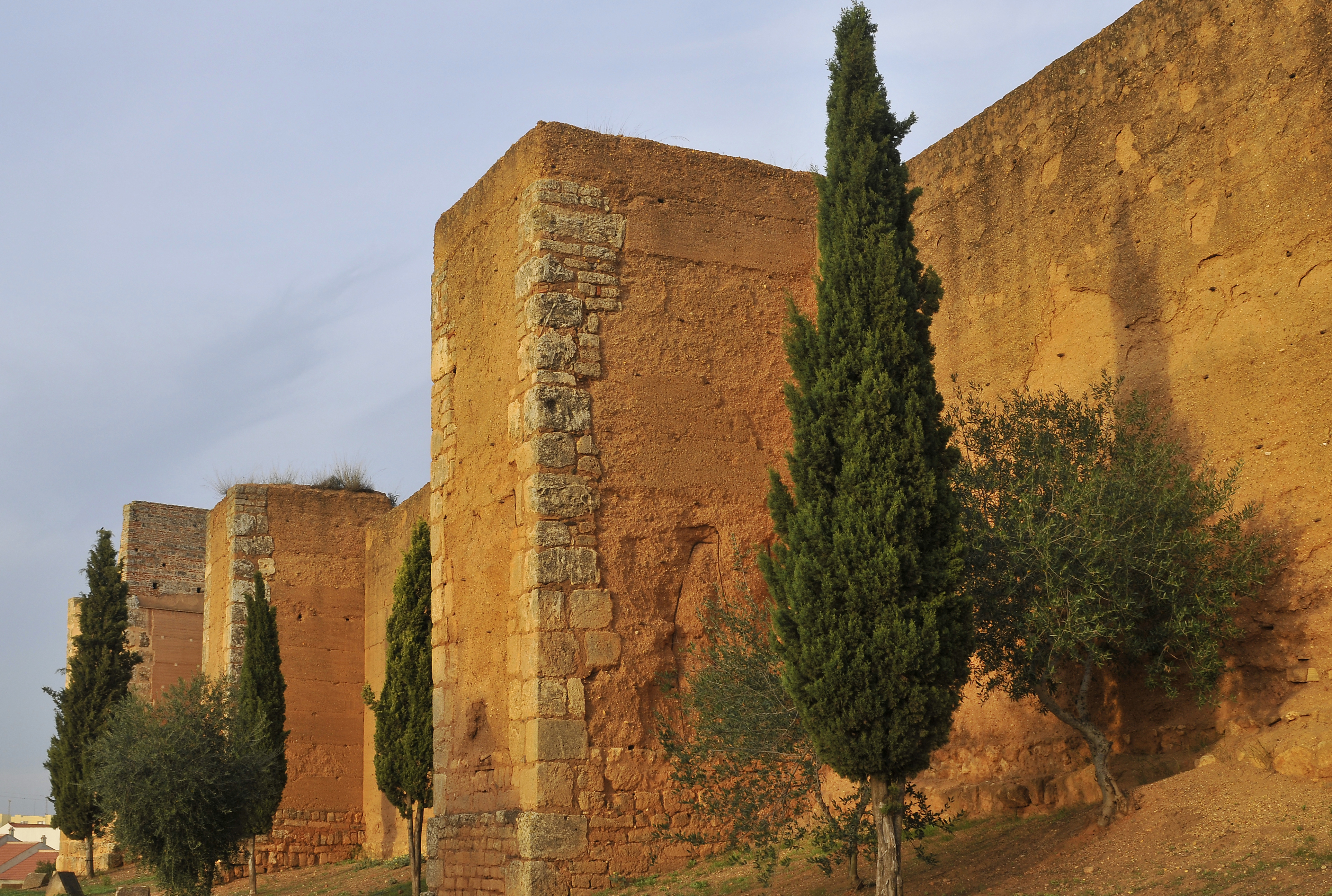
Murallas de la ciudad de Niebla.

Niebla posee un importante patrimonio histórico que abarca diversas épocas. Desde 1982 toda la villa intramuros se encuentra declarada conjunto histórico monumental. Su estampa más famosa son sus murallas almohades, el mayor recinto de este tipo en Europa y el mejor conservado. De las murallas también sobresalen las puertas de acceso: Sevilla, Embarcadero, Agua, Buey, Agujero y Socorro. 
Entre los monumentos más destacados se encuentran: 
- Castillo de los Guzmanes (siglo XV).
- Iglesia de San Martín (siglos XIII-XV).
- Iglesia de Santa María de la Granada (siglos XIII-XVI).
- Hospital de Nuestra Señora de los Ángeles (siglo XVI).

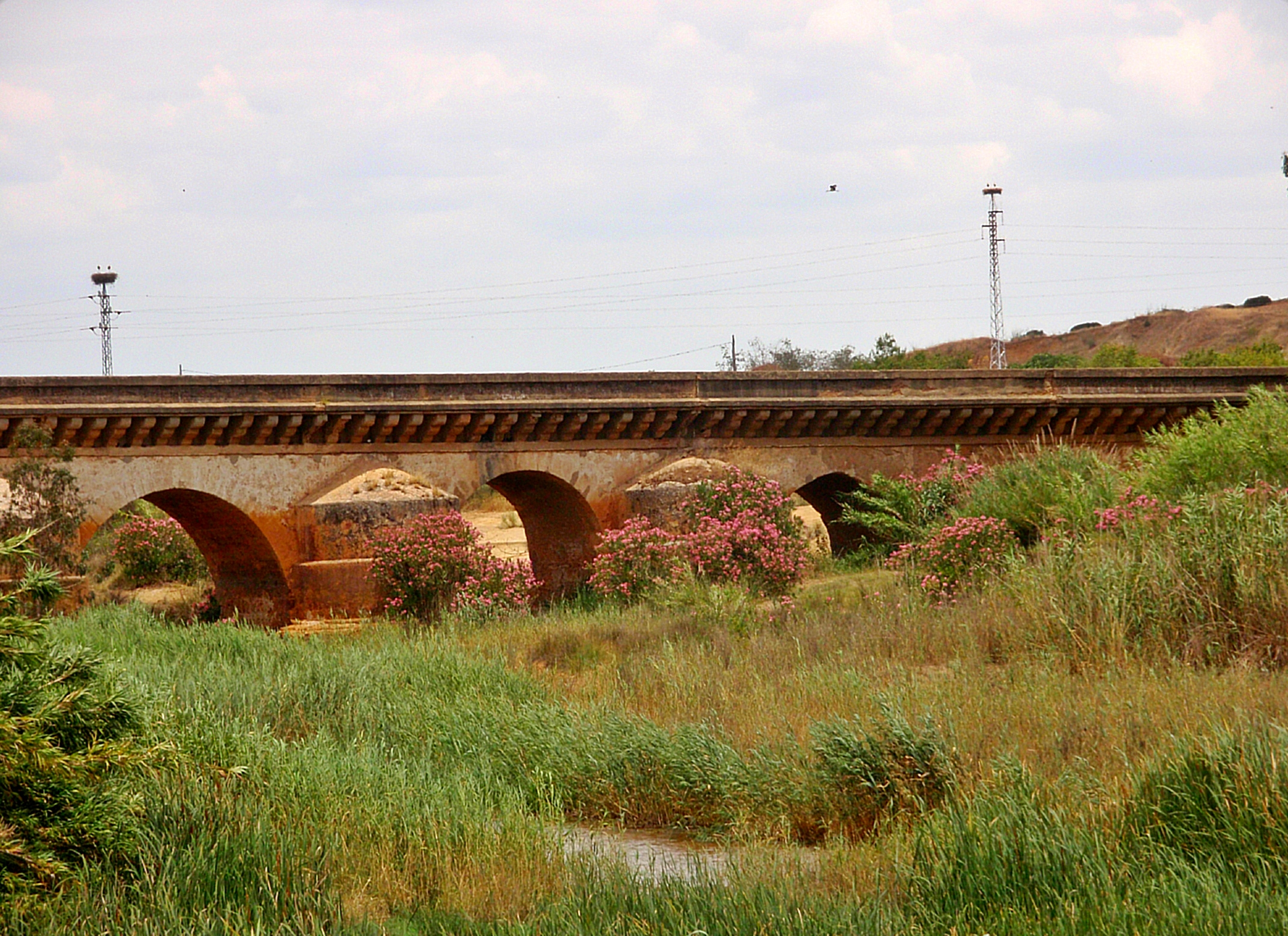
Puente de origen romano sobre el Tinto

Cercanos a Niebla se encuentran dólmenes como el de Soto, en el término de la vecina Trigueros, y restos neolíticos en la zona de Los Bermejales. De época romana conserva restos como su calzada, un acueducto y unas termas, así como la base de muchos paños de su muralla, donde se aprecia la traza romana. De igual forma, la herencia de Roma quedó en la base y aspecto de su Puente romano (bastante reformado), y en los restos de una basílica. Asimismo, destacan la Capilla de los mártires Walabonso y María, patronos y protectores de la ciudad. A cinco kilómetros de Niebla, se encuentra la ermita de Nuestra Señora del Pino, del siglo XX y de diseño andaluz.

## Parajes naturales
- Jareta, situado a 2 km, aproximadamente, de la localidad. Es un lugar de recreo y esparcimiento rodeado de naturaleza, que está acondicionado para comidas con mesas fijas y barbacoas.
- Pantano San Walabonso, a 15 km, donde está permitida la acampada. También está acondicionado para comidas.
- El Guijo es un paraje donde existe un albergue con cocina y duchas, además de pista de fútbol sala, y a pocos metros un pantano donde se puede realizar todo tipo de deportes náuticos.
- Charca de la Balastrera, a unos 2 km, de la ciudad; zona protegida donde nidifican especies como la focha cornuda.
- Pantano del Tamajoso, a unos 18 km de la ciudad; un vergel de vegetación, pinos centenarios entre montes y una gran cascada.

## Fiestas
- Romería de la Virgen del Pino, que se celebra la última semana de mayo.
- Fiesta del patrón: el mártir San Walabonso, Santo nacido en la ciudad, las fiestas son un fon de semana en torno al 7 de junio, día del santo.
- Tostón virgen del Pino, día de convivencia en la aldea de Lavapiés (mes de febrero).
- Fiestas de Nuestra Señora del Pino, el 8 de septiembre: Una semana en la que los encierros a mediodía se ven seguidos por capeas por la tarde y fiestas en el recinto ferial, con bailes en las casetas.
- Real Feria de todos los santos  "Tosantos",el fin de semana de puente día 1 de noviembre: En torno a esta fiesta se desarrollan en la ciudad un gran número de eventos, la feria de muestras del condado de Niebla, una feria medieval andalusí, real de ganado, feria tradicional.
- Carnavales febrero.
- Semana Santa: Comienza el Viernes de Dolores con el espectacular y vistoso vía crucis, que se desarrolla alrededor de la muralla, del Cristo de la Buena Muerte. La semana sigue con el Domingo de Ramos en el que tiene lugar una procesión que, acompañada de niños vestidos de hebreos, se traslada desde la iglesia de San Martín hasta la de Nuestra Señora de la Granada. Y posteriormente procesión de la borriquita, El Miércoles Santo sale la procesión del Nazareno y María Santísima de los Dolores. El Viernes Santo procesiona el solemne Santo Entierro, en total silencio, con el cuerpo yacente de Cristo, por las estrechas calles del centro acompañado con nazarenos de túnica negra, botonadura y cordón negro, zapatos del mismo color y cirios morados en señal de luto, junto con mujeres de mantilla, y las autoridades locales, hermandades de gloria y clero.

El pueblo de Niebla venera la imagen de un Señor Atado a la Columna que se encuentra en la iglesia de San Martín, este no procesiona debido a que se cree que si la imagen es retirada de su camarín, la torre de la iglesia podría caerse.

## Cultura
El Festival de Teatro y Danza "Castillo de Niebla", que viene realizándose ininterrumpidamente desde 1985, está considerado uno de los más destacados de la temporada estival. Tiene como escenario el tradicional Castillo de los Guzmanes, una obra arquitectónica de origen romano que ha sufrido numerosas reformas por parte de sus sucesivos ocupantes: visigodos, árabes y cristianos. La localidad posee una banda municipal de música, que fue fundada en 2008 por Ana Marta Montaño, José Sánchez Moguel y, como ayudante, María del Carmen Toro.